# Francesco Coppola (giocatore di calcio a 5)
Francesco Coppola (Palermo, 7 novembre 1970) è un ex giocatore di calcio a 5 italiano.

## Carriera
Coppola ha giocato 21 partire con la nazionale italiana, con cui ha disputato il FIFA Futsal World Championship 1996 in cui gli azzurri sono stati eliminati nel girone del secondo turno comprendente Spagna, Russia e Belgio.